# Torneo de Cantón 2018
El Guangzhou Open 2018 fue un torneo de tenis jugado en canchas duras al aire libre. Fue la 15.ª edición de la Guangzhou International Women's Open, y parte de los torneos internacionales de la WTA. Se llevó a cabo en Guangzhou (China) del 17 al 22 de septiembre de 2018.

## Distribución de puntos
| Modalidad           | Campeona | Finalista | Semifinales | Cuartos de final | 2ª ronda | 1ª ronda | Clasificadas | 2ª ronda de clasificación | 1ª ronda de clasificación |
| Individual femenino | 280      | 180       | 110         | 60               | 30       | 1        | 18           | 12                        | 1                         |
| Dobles femenino     | 280      | 180       | 110         | 60               | 1        | -        | -            | -                         | -                         |

## Cabezas de serie

### Individuales femenino
| Tenista           | Ranking | Preclasificada |
| Alizé Cornet      | 33      | 1              |
| Shuai Zhang       | 40      | 2              |
| Qiang Wang        | 43      | 3              |
| Aleksandra Krunić | 51      | 4              |
| Yulia Putintseva  | 55      | 5              |
| Viktória Kužmová  | 58      | 6              |
| Vera Lapko        | 64      | 7              |
| Saisai Zheng      | 76      | 8              |

- Ranking del 10 de septiembre de 2018.[2]

### Dobles femenino
| Tenista                               | Ranking | Preclasificada |
| Kaitlyn Christian Sabrina Santamaria  | 108     | 1              |
| Monique Adamczak Jessica Moore        | 147     | 2              |
| Desirae Krawczyk Veronika Kudermétova | 156     | 3              |
| Galina Voskoboeva Vera Zvonareva      | 163     | 4              |

## Campeonas

### Individual femenino
Qiang Wang venció a  Yulia Putintseva por 6-1, 6-2

### Dobles femenino
Monique Adamczak /  Jessica Moore vencieron a  Danka Kovinić /  Vera Lapko por 4-6, 7-5, [10-4]